# Calumma hilleniusi
Calumma hilleniusi este o specie de cameleoni din genul Calumma, familia Chamaeleonidae, descrisă de Brygoo, Blanc și Domergue 1973. A fost clasificată de IUCN ca specie în pericol. Conform Catalogue of Life specia Calumma hilleniusi nu are subspecii cunoscute.